# لوئیجی آگنولین
لوئیجی آگنولین (انگلیسی: Luigi Agnolin؛ زادهٔ ۲۱ مارس ۱۹۴۳) یک داور فوتبال اهل ایتالیا است.
وی سابقه قضاوت در جام جهانی فوتبال را دارد.